# Glochidion heterocalyx
Glochidion heterocalyx är en emblikaväxtart som beskrevs av Airy Shaw. Glochidion heterocalyx ingår i släktet Glochidion och familjen emblikaväxter. Inga underarter finns listade i Catalogue of Life.